# Noxapaga River
Der Noxapaga River ist ein rund 100 Kilometer langer rechter Nebenfluss des Kuzitrin River auf der Seward-Halbinsel im Westen des US-Bundesstaats Alaska. 

## Verlauf
Das Quellgebiet des Noxapaga Rivers befindet sich zehn Kilometer westlich des Imuruk Lakes an der Nordwestflanke der 345 m hohen Andromeda Cone. Der Noxapaga River fließt anfangs sechs Kilometer nach Nordwesten, anschließend strömt er 35 Kilometer nach Westen, bevor er sich auf seinen letzten 60 Kilometern nach Süden wendet. Südlich des Oberlaufs des Noxapaga River erstreckt sich das Imuruk-Lake-Vulkanfeld. Linksseitig mündet der Abfluss des Lava Lakes in den Noxapaga River. Südlich von diesem reicht ein Lavastrom des Vulkanfeldes bis zum Noxapaga River. Oberlauf und Mittellauf des Noxapaga Rivers  liegen innerhalb des Bering Land Bridge National Preserves. Im 40 Kilometer langen Unterlauf weist der Fluss ein stark mäandrierendes Verhalten mit zahlreichen Flussschlingen und Altarmen auf. Er mündet schließlich in den Kuzitrin River.

## Name
Der Eskimo-Name für den Fluss wurde erstmals im Jahr 1900 dokumentiert.